# 川合玉江
川合 玉江（かわい たまえ、生年不詳 - 2004年頃）は、日本の元女優である。後年は川合 玉枝（読み同じ）を名乗った。夫は映画監督の日高繁明。

## 来歴・人物
静岡県御殿場市に生まれる。両親は同市にあるホテル御殿場館（現在のTHE GOTEMBAKAN）を経営していた。
御殿場館が東宝の映画ロケでよく宿泊に利用されていた縁で、女学校を卒業後、黒澤明、池部良の推薦で第1期東宝ニューフェイスで東宝に入社。同期に久我美子、若山セツ子らがいた。1953年（昭和28年）12月8日に公開された谷口千吉監督映画『赤線基地』で映画デビュー。その後、日活に移籍するが、東宝で映画監督を勤めていた日高繁明と結婚したのを機に芸能界を引退。1957年（昭和30年）1月15日公開の春原政久監督映画『フランキー・ブーちゃんのあゝ軍艦旗』が最後の出演作品となった。
詳細な没年月日は不明だが、玉江の実姉である川合八千代が2014年のインタビューの中で「妹はもう亡くなって10年になるでしょうか」と証言している。

## 出演作品

### 東宝
全て製作・配給は「東宝」、特筆以外は全て「川合玉江」名義である。
- 『都会の横顔』：監督清水宏、1953年7月8日公開
- 『赤線基地』：監督谷口千吉、1953年12月11日公開 - 長女・河那辺静子 ※「川合玉枝」名義
- 『この恋!五千万円』：監督佐伯幸三、1954年1月3日公開 - 江藤の娘・久美子
- 『次郎長三国志 第八部 海道一の暴れん坊』：監督マキノ雅弘、1954年6月8日公開 - 夕顔
- 『魔子恐るべし』：監督鈴木英夫、1954年6月15日公開
- 『次郎長三国志 第九部 荒神山』：監督マキノ雅弘、1954年7月14日公開
- 『幽霊男』：監督小田基義、1954年10月13日公開 - 小林恵子
- 『ゴジラ』：監督本多猪四郎、1954年11月3日公開 - 大戸島の娘[1]
- 『顔役無用 男性 NO.1』：監督山本嘉次郎、1955年1月3日公開
- 『花嫁立候補』：監督渡辺邦男、1955年1月22日公開 - 大山選手 ※「川合玉枝」名義
- 『麦笛』：監督豊田四郎、1955年5月3日公開 - 少年院の宏

### 日活
全て製作・配給は「日活」、特筆以外は全て「川合玉枝」名義である。
- 『次郎長遊侠伝 天城鴉』：監督マキノ雅弘、1955年5月3日公開 - 安宿場の女中
- 『おしゅん捕物帖 謎の尼御殿』：監督滝沢英輔、1955年7月26日公開 - 町娘・お妙
- 『江戸一寸の虫』：監督滝沢英輔、1955年10月25日公開 ※「川合玉江」名義
- 『人生とんぼ返り』：監督マキノ雅弘、1955年11月1日公開 - 芸者B
- 『死の十字路』：監督井上梅次、1956年3月14日公開 - 「レインボー」の店員
- 『色ざんげ』：監督阿部豊、1956年3月21日公開
- 『燃ゆる黒幕 花の高校生』：監督関喜誉仁、1956年7月5日公開
- 『フランキー・ブーちゃんのあゝ軍艦旗』：監督春原政久、1957年1月15日公開 - カフェの女給